# Marian Mączyński
Marian Ireneusz Mączyński (ur. 15 października 1934 w Plewiskach, zm. 15 lutego 2016 w Poznaniu) – polski działacz partyjny i państwowy, w latach 1975–1976 wicewojewoda pilski.

## Życiorys
Syn Stanisława i Bronisławy. Uczył się w Wieczorowym Uniwersytecie Marksizmu-Leninizmu i Wyższej Szkole Partyjnej. Należał do Towarzystwa Przyjaźni Polsko-Radzieckiej, Związku Młodzieży Wiejskiej oraz Związku Młodzieży Polskiej.  W 1954 wstąpił do Polskiej Zjednoczonej Partii Robotniczej, w tym samym roku został sekretarzem Podstawowej Organizacji Partyjnej w Poznaniu. W latach 1975–1976 pełnił funkcję wicewojewody pilskiego. Od 1975 do 1981 zasiadał w Komitecie Wojewódzkim PZPR w Pile i był członkiem jego egzekutywy, dodatkowo od 1976 do 1981 zajmował w nim stanowisko sekretarza ds. rolnych.
Pochowany na cmentarzu Junikowo w Poznaniu (25/4/1/19).